# Museu de l'Aixecament de Varsòvia
El Museu de l'Aixecament de Varsòvia (en polonès  Muzeum Powstania Warszawskiego) és un museu dedicat a l'Aixecament de Varsòvia de 1944.

## Presentació general
El museu es troba al districte de Wola, a la cantonada dels carrers Przyokopowa i Grzybowska. Es va obrir a l'antiga central elèctrica del tramvia el 31 de juliol de 2004, en el 60è aniversari de l'aixecament de la ciutat contra l'ocupació per part de la Exèrcit alemany durant la Segona Guerra Mundial. Construït entre 1904 i 1908, aquest edifici de maó és propi de l'arquitectura industrial d'inici del segle xx. Restaurat actualment, acull aquest museu, que és un dels més moderns i interactius de Polònia.
El museu reuneix centenars d'objectes, que van des de les armes utilitzades pels insurgents fins a les cartes d'amor enviades en el seu moment, per tal de presentar una imatge completa de les persones implicades, i presenta nombroses fotografies, enregistraments d'àudio i vídeo, animacions multimèdia, etc. També s'ha fixat l'objectiu de preservar tots els arxius, informació històrica sobre l'aixecament i testimonis dels insurgents supervivents i patrocina investigacions sobre la història de la revolta i sobre les activitats de l'estat clandestí polonès durant la segona guerra mundial.
Està presidit per Jan Ołdakowski.

## Exposicions
El museu està dedicat a tots els aspectes de la Revolta de Varsòvia. Els visitants són convidats a explorar les dues sales d'exposició del museu a través d'un camí temàtic i cronològic, per acabar descobrint l'exterior del museu.

### Sala A
La planta baixa de la primera part del museu està dedicada al període anterior a la revolta, des de la invasió de Polònia l'1 de setembre de 1939 per les tropes de Hitler fins a l'hora H de la insurrecció. Descobrim la vida diària sota l'ocupació en el context del terror imposat pels nazis així com el funcionament de l'estat clandestí polonès. També s'explica l'Operació Burza, simbolitzada per un rellotge ajustat a les 5 de la tarda. La rèplica d'un búnquer alemany amb banderes poloneses i les fotos realitzades per Eugeniusz Lokajski transmet fidelment l'ambient que predomina als carrers de Varsòvia. Una sala independent conté màquines d'impressió dels anys quaranta que s'utilitzaven per imprimir fulletons que convidaven els residents a la ciutat a participar en la revolta. Una sala especialment dissenyada per a nens els permet aprendre el curs d'aquests esdeveniments mitjançant diferents animacions i jocs de rol mentre que els més petits poden jugar amb rèpliques de joguines antigues, jocs de taula i trencaclosques.
Un ascensor decorat amb braçalets dels insurgents proporciona accés a l'entresòl dedicat a la lluita d'agost de 1944 i a la vida quotidiana dels insurgents. Al cinema Palladium, es projecten tres butlletins reals del període, produïts per l'Oficina d'Informació i Propaganda de l'Exèrcit intern (Armia Krajowa) durant la revolta. Els visitants són convidats a entrar en una reconstrucció de les clavegueres, la decoració i els efectes visuals i sonors que els permetin identificar-se amb els insurgents i la seva sort.
A la planta de dalt es presenta el final de la revolta i la resta d'esdeveniments: la creació i les activitats de l'Exèrcit Popular, la Conferència de Ialta, la capitulació i l'èxode de la població de Varsòvia. També hi ha un monument i una sala on es mostren els mitjans de comunicació utilitzats en aquell moment (ràdio i telègraf).

### Sala B
La segona part del museu s'organitza al voltant d'una rèplica a mida de l'aeronau Liberator B-24 Consolidat. Presenta l'activitat de les forces aliades i ofereix un espai per organitzar exposicions i conferències temporals. Al soterrani, la sala "Alemanya" presenta l'ocupació i l'aixecament tal com eren percebuts pels alemanys.

## La capella, la sala de lectura i la cafeteria
Consagrada pel cardenal Józef Glemp, primat de Polònia, la capella del museu conté les relíquies del sacerdot Józef Stanek, que va participar activament en la revolta.
Una sala de lectura i una petita cafeteria moblada i decorada a l'estil dels anys 1940 completen el museu.

## Exterior del museu

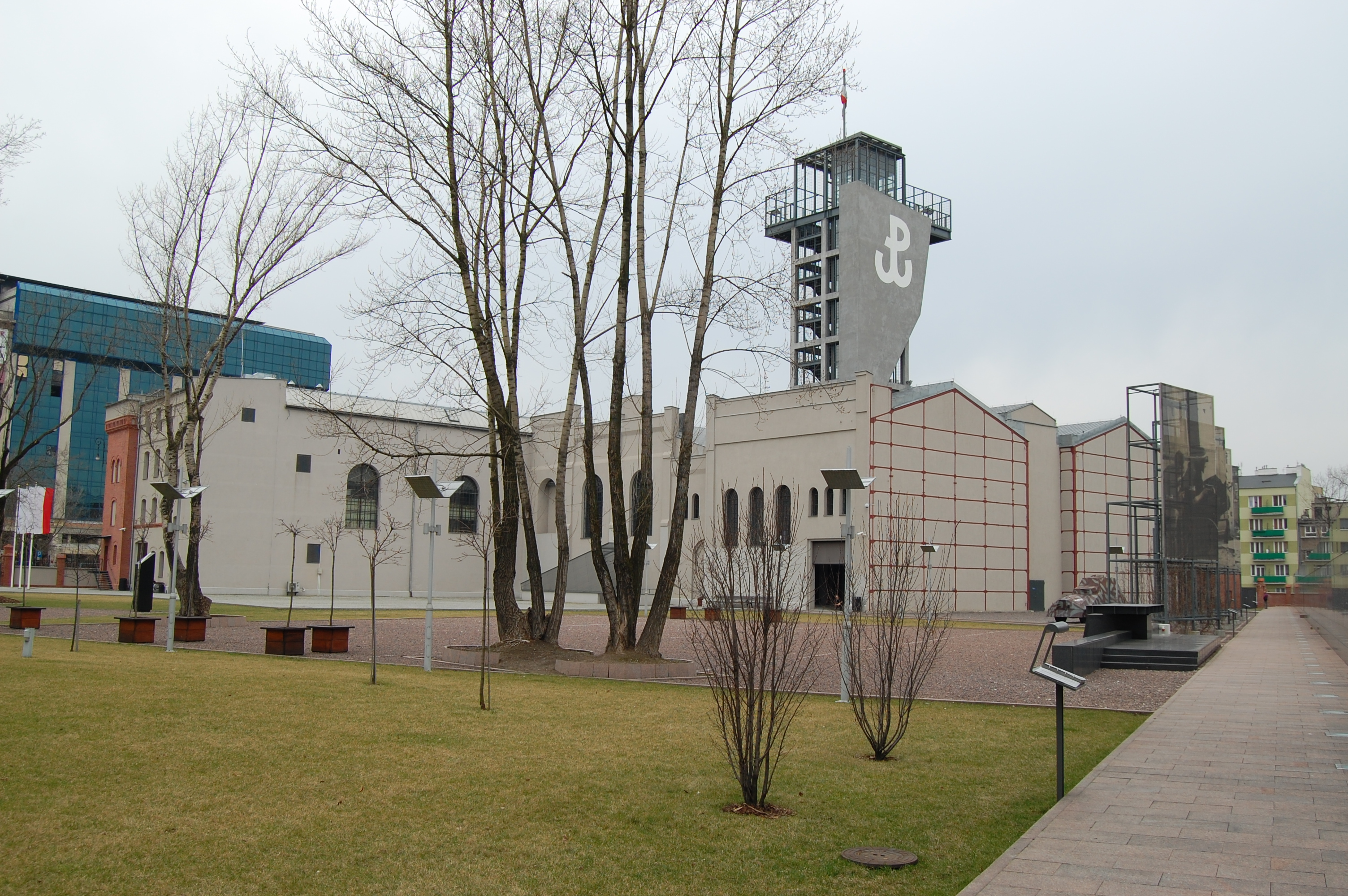
La torre d'observació i el museu vistos des del Freedom Park

A les proximitats del museu, el "Freedom Park" s'estén al llarg d'un mural del record de 156 metres sobre el qual es troben gravats els noms d'al voltant de 10000 insurgents que van participar en les lluites de l'agost i setembre de 1944. Al centre d'aquest mur hi ha una campana de 230 quilograms, anomenada "Monter" en homenatge al general de brigada Antoni Chruściel, que va assumir el comandament de la Revolta de Varsòvia amb aquest pseudònim.
Una torre de 32 metres ofereix vistes panoràmiques de Varsòvia i de la primera línia durant la revolta.

## Galeria

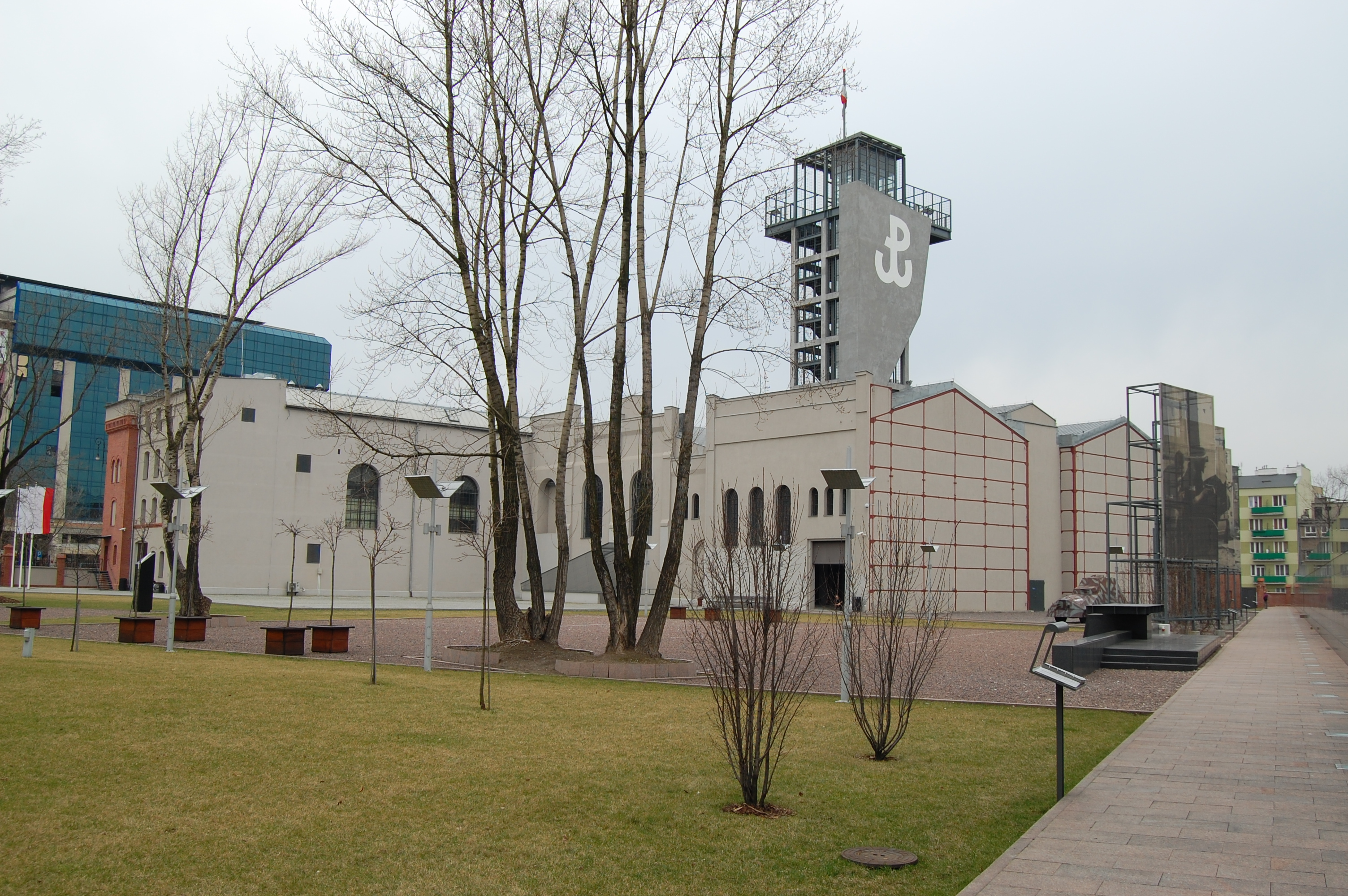
Museu de l'Aixecament de Varsòvia
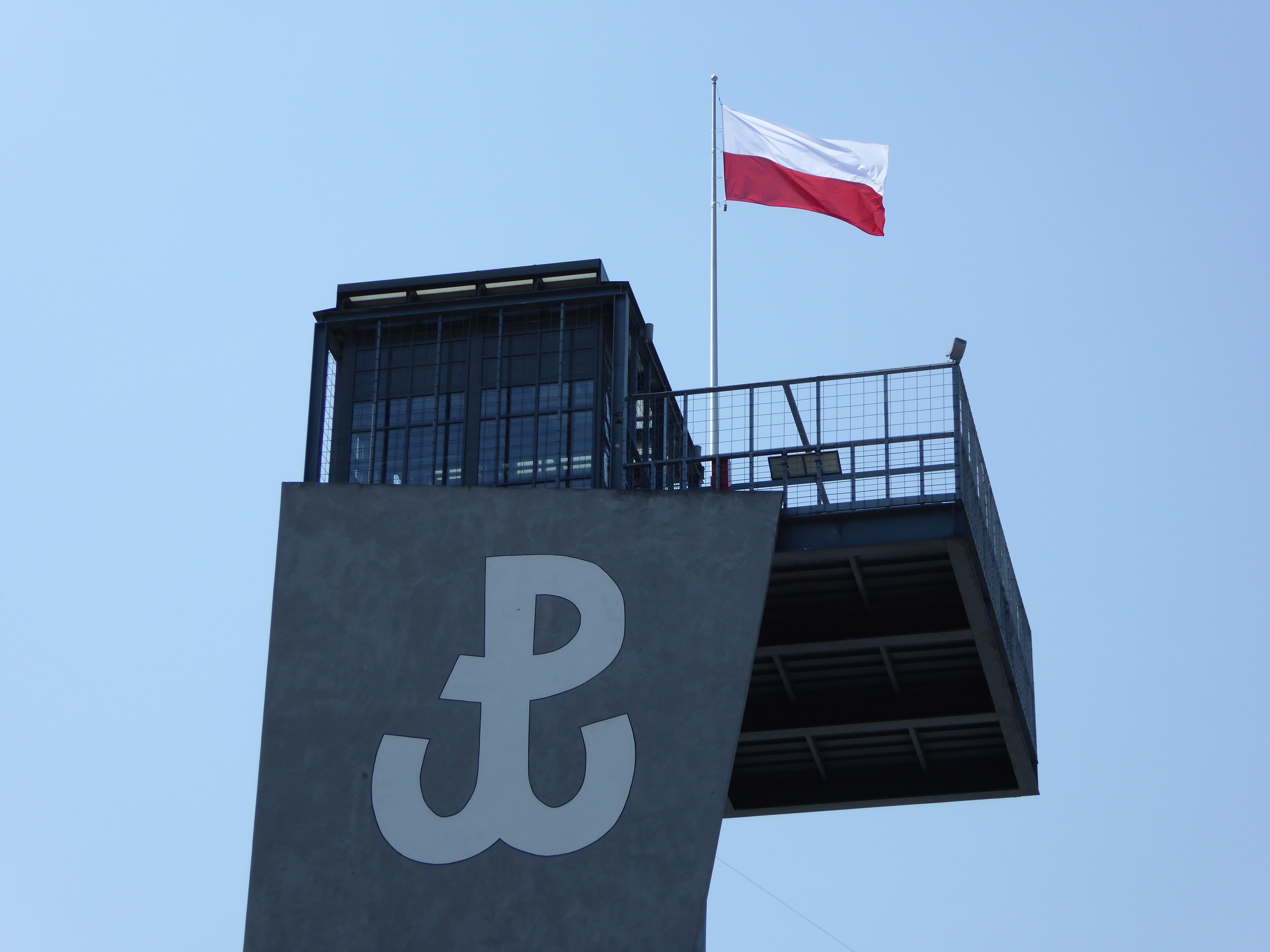
Torre d'observació
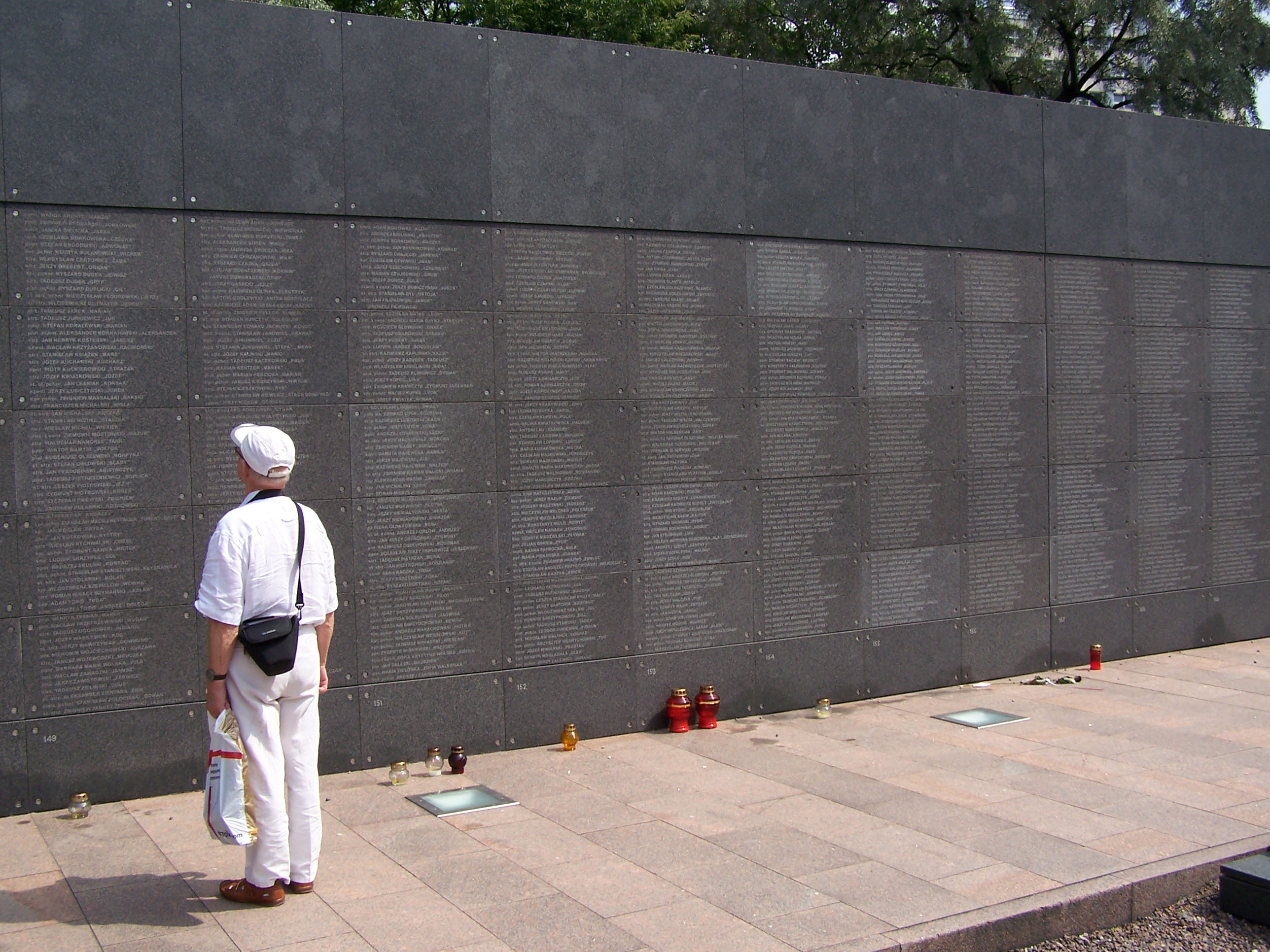
Mur del monument
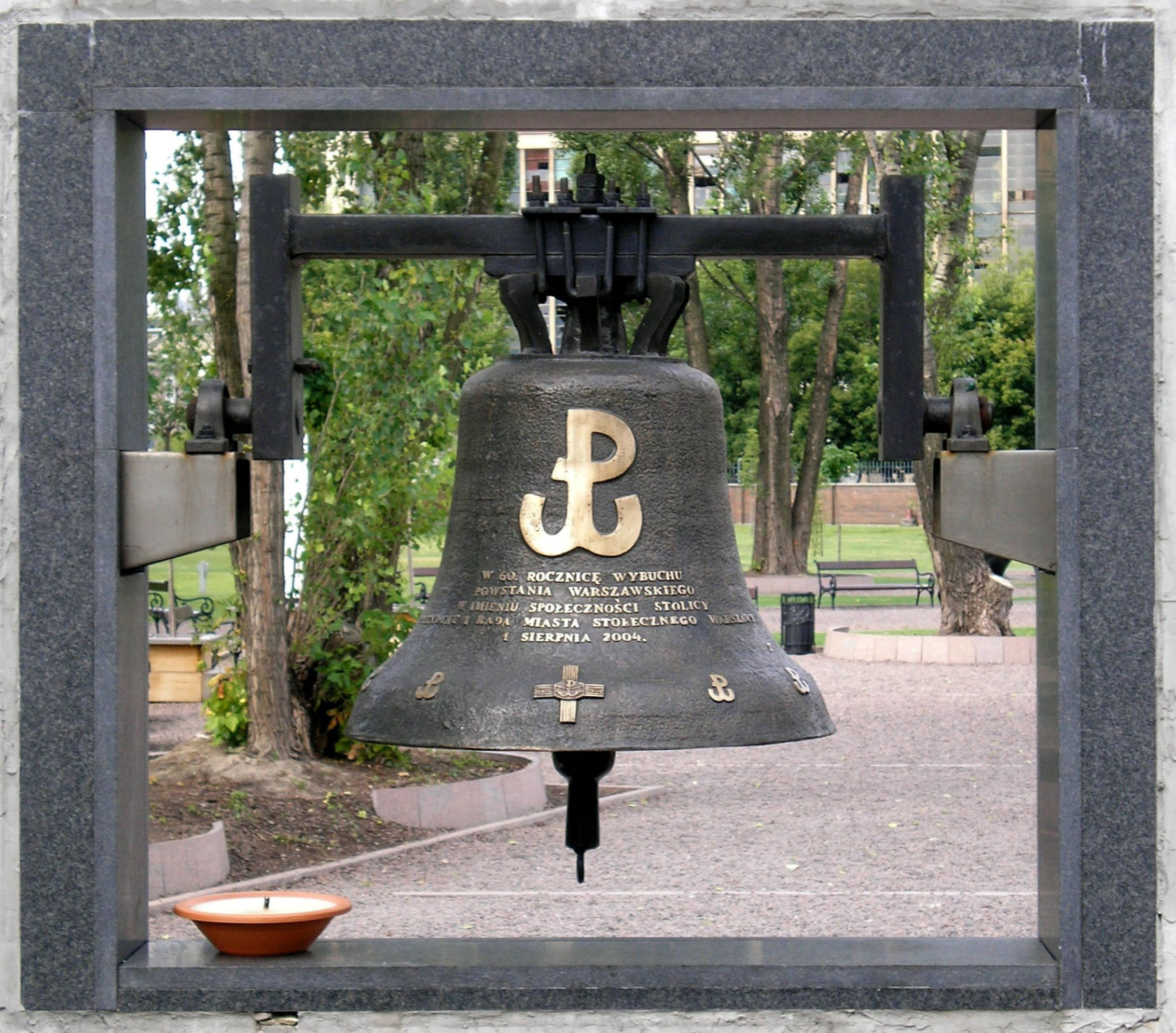
Monter bell
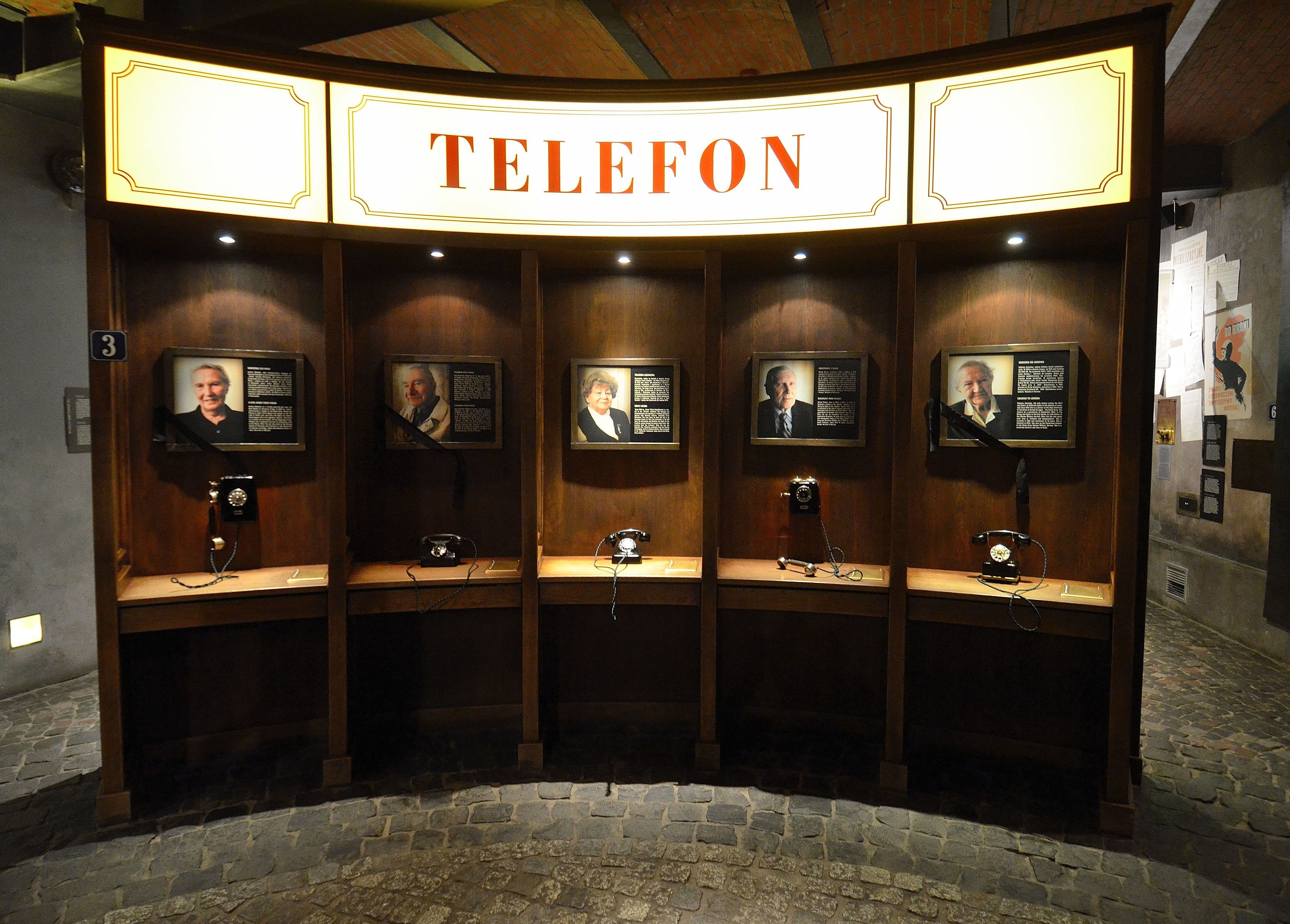
Escolteu "trucades de telèfon" dels insurgents
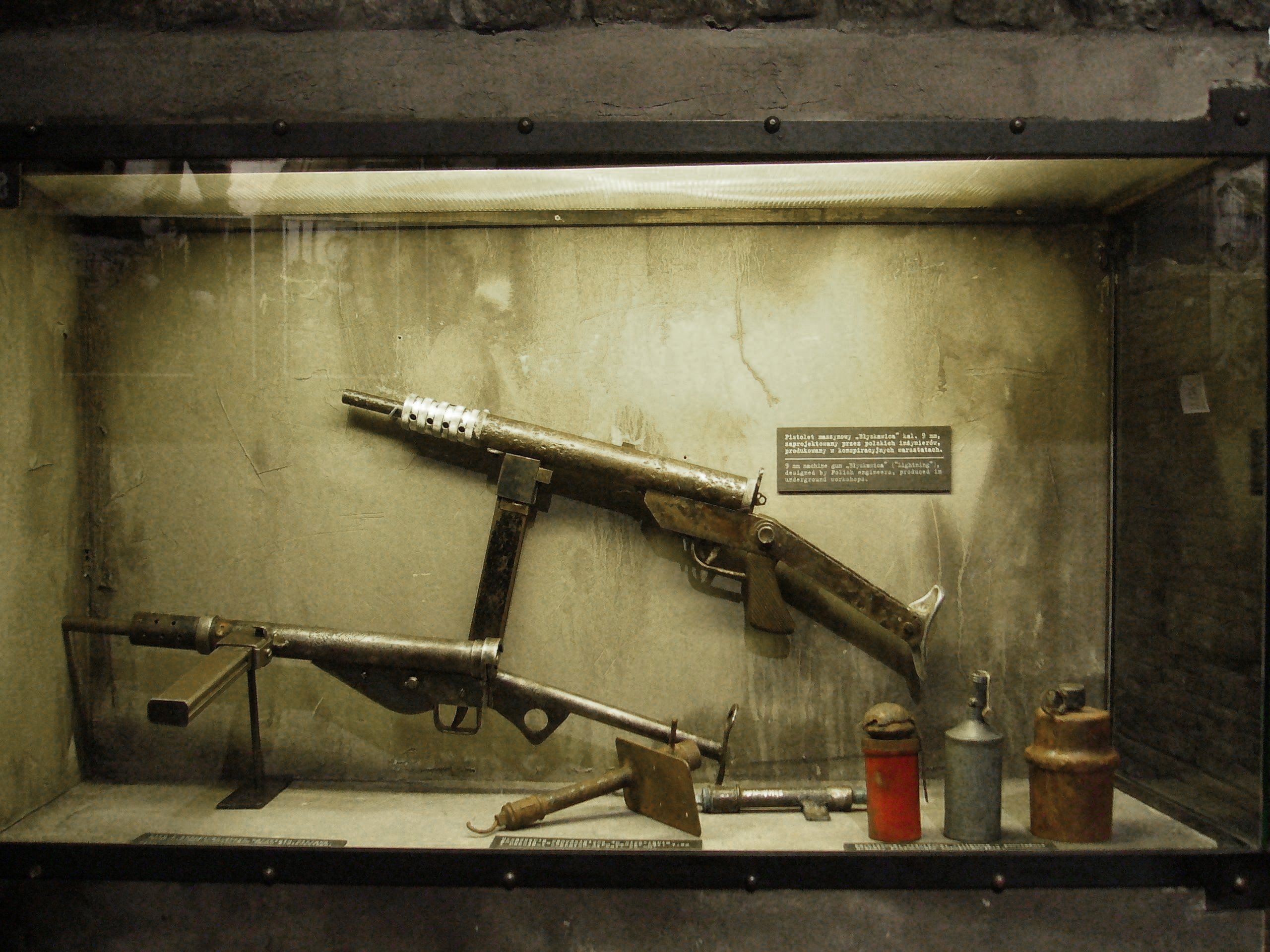
armes Sten i Błyskawica
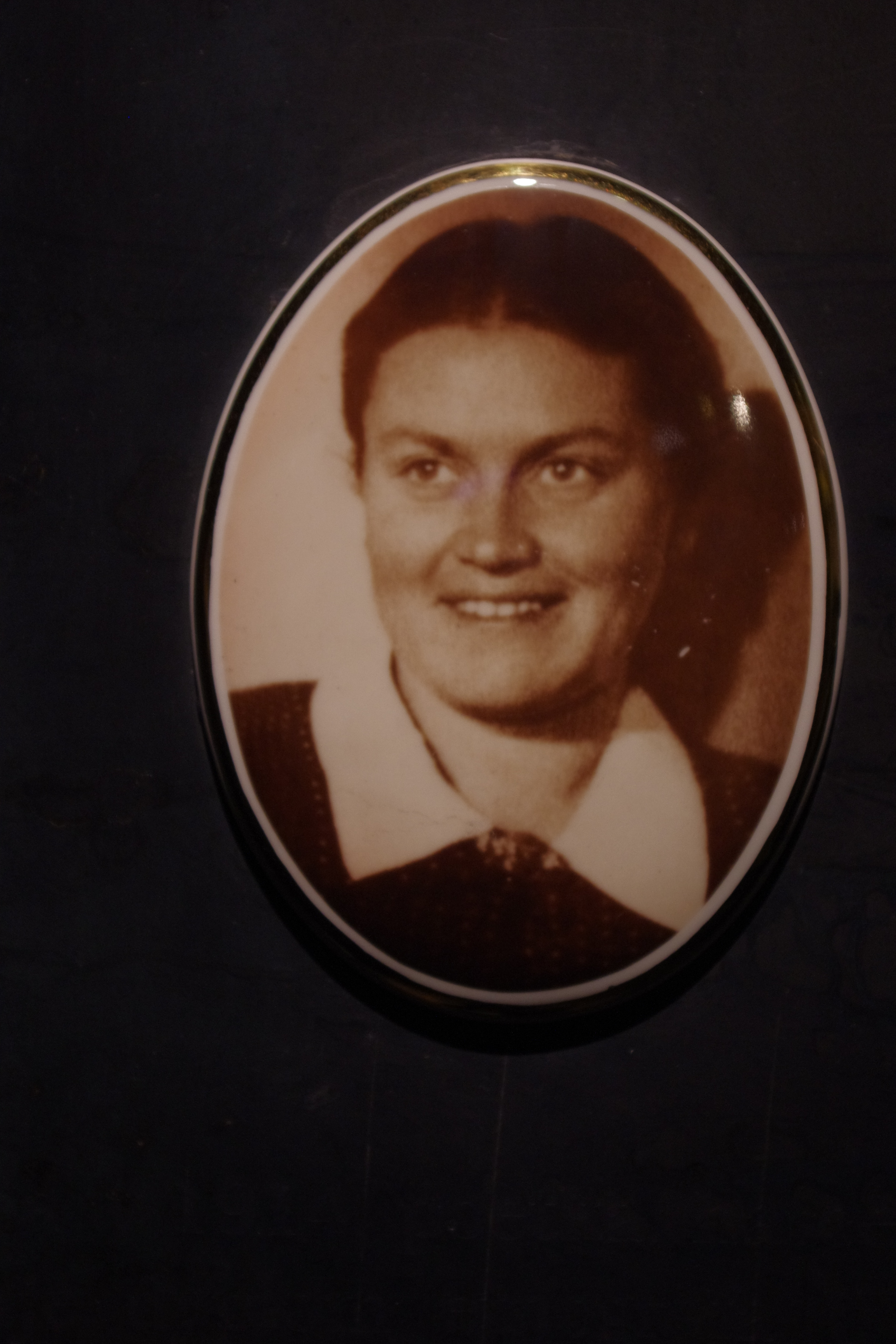
Exposició Krystyna Krahelska
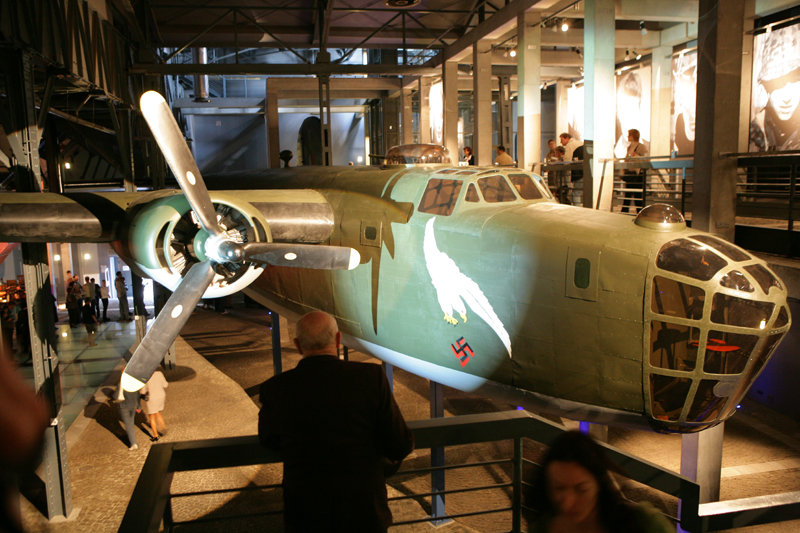
Rèplica d'un avió B-24
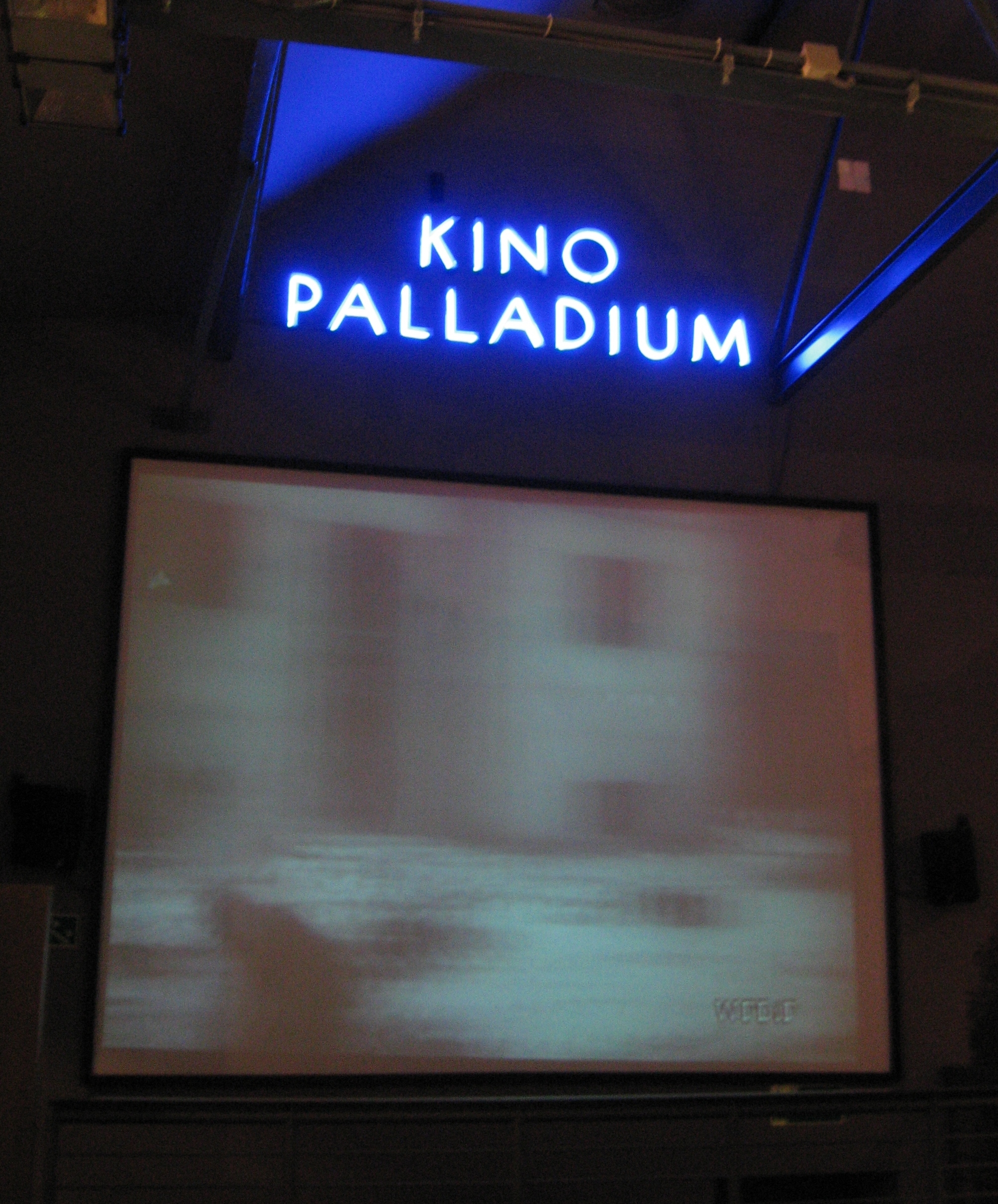
Cinema Palladium
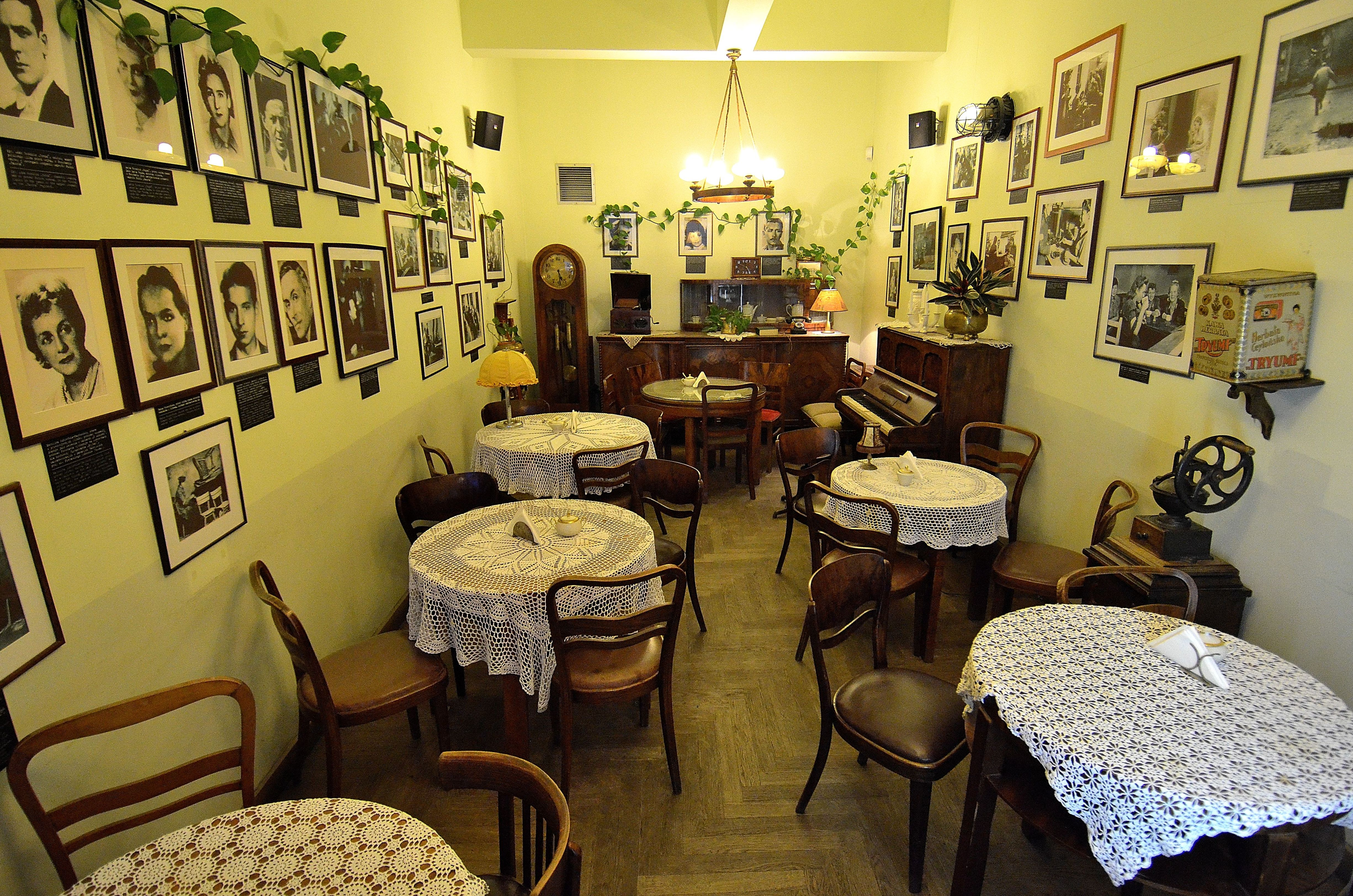
Cafè estil 1940
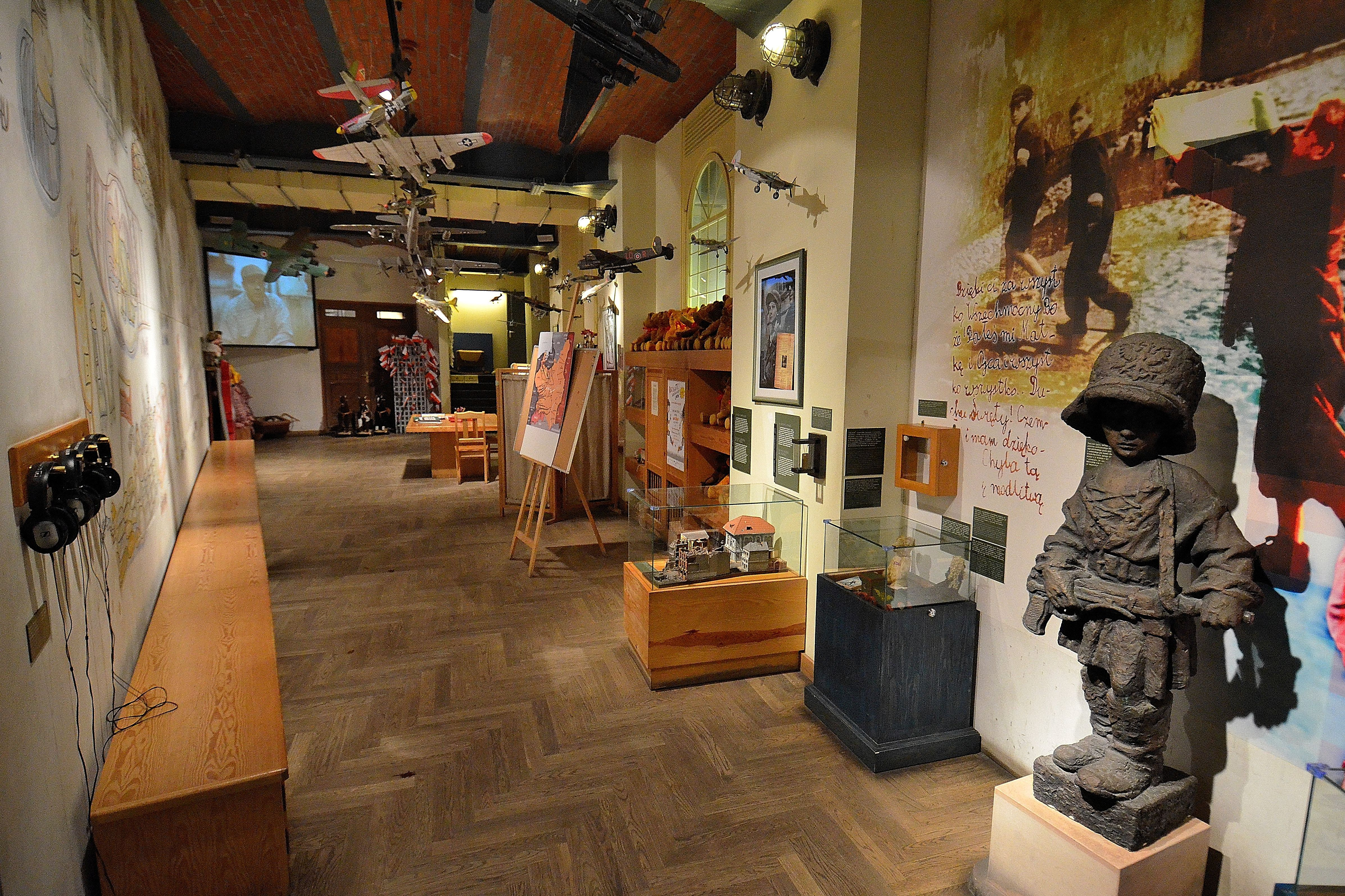
Sala petita
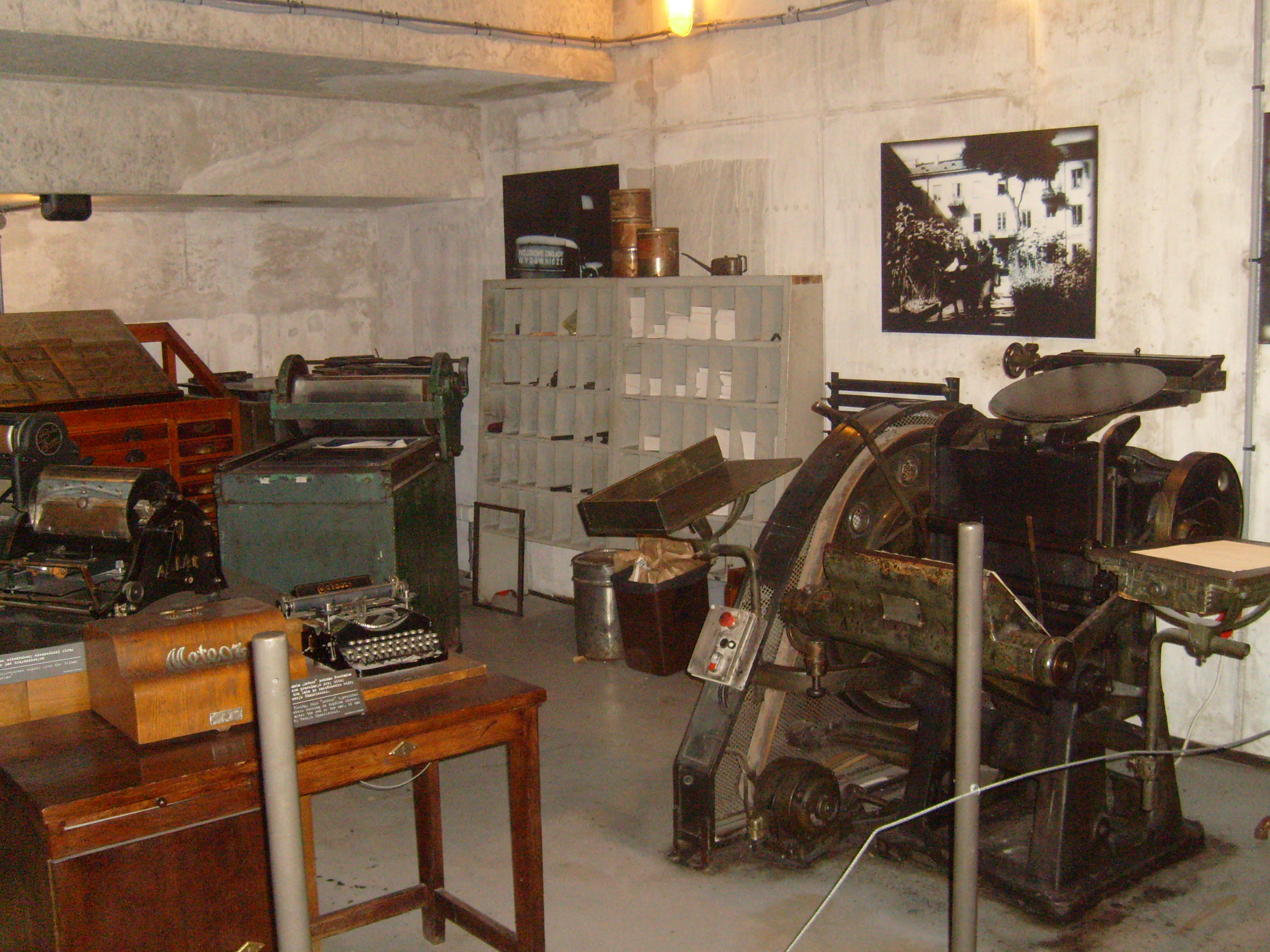
Impremta
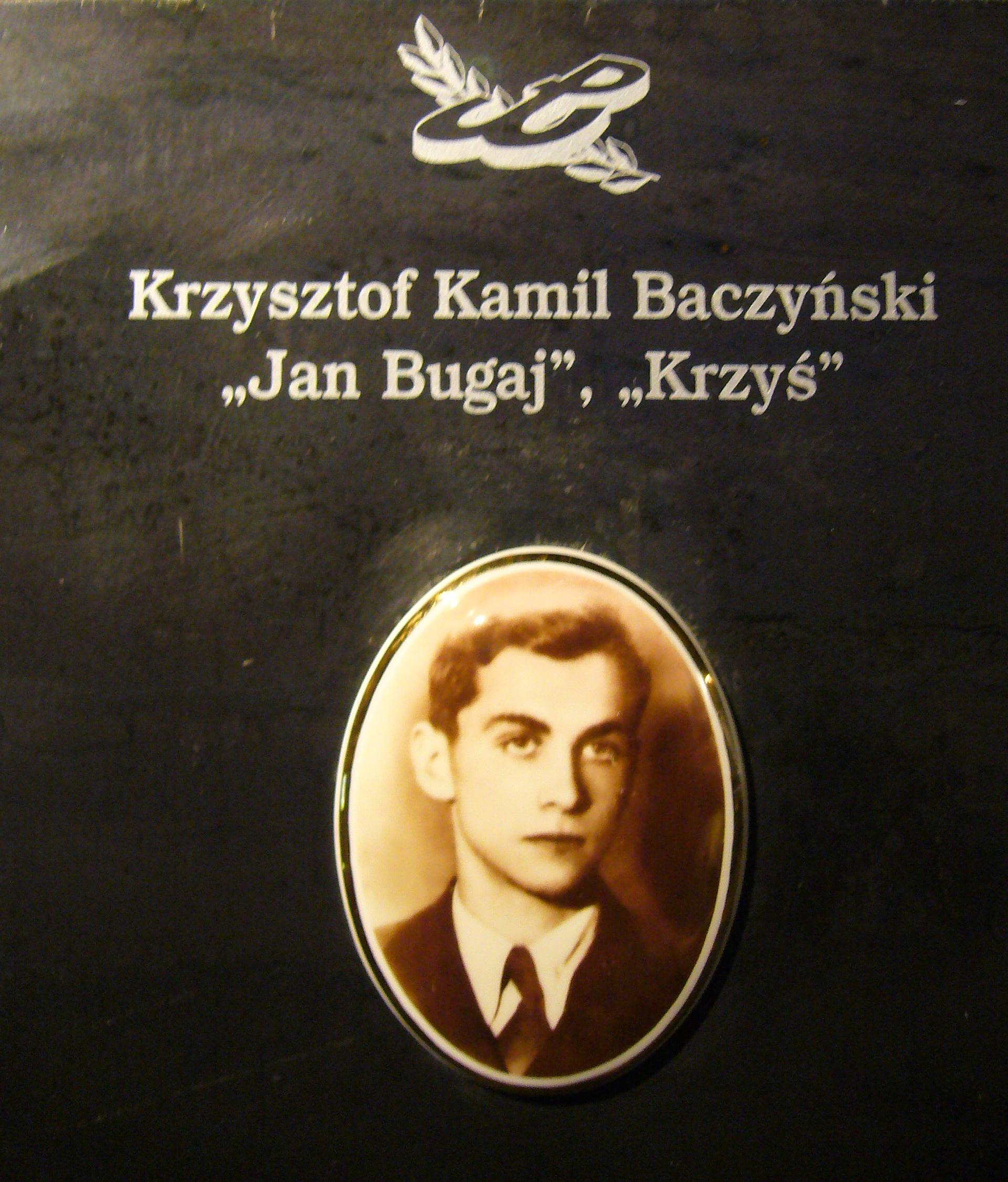
exposició de Krzysztof Kamil Baczyński
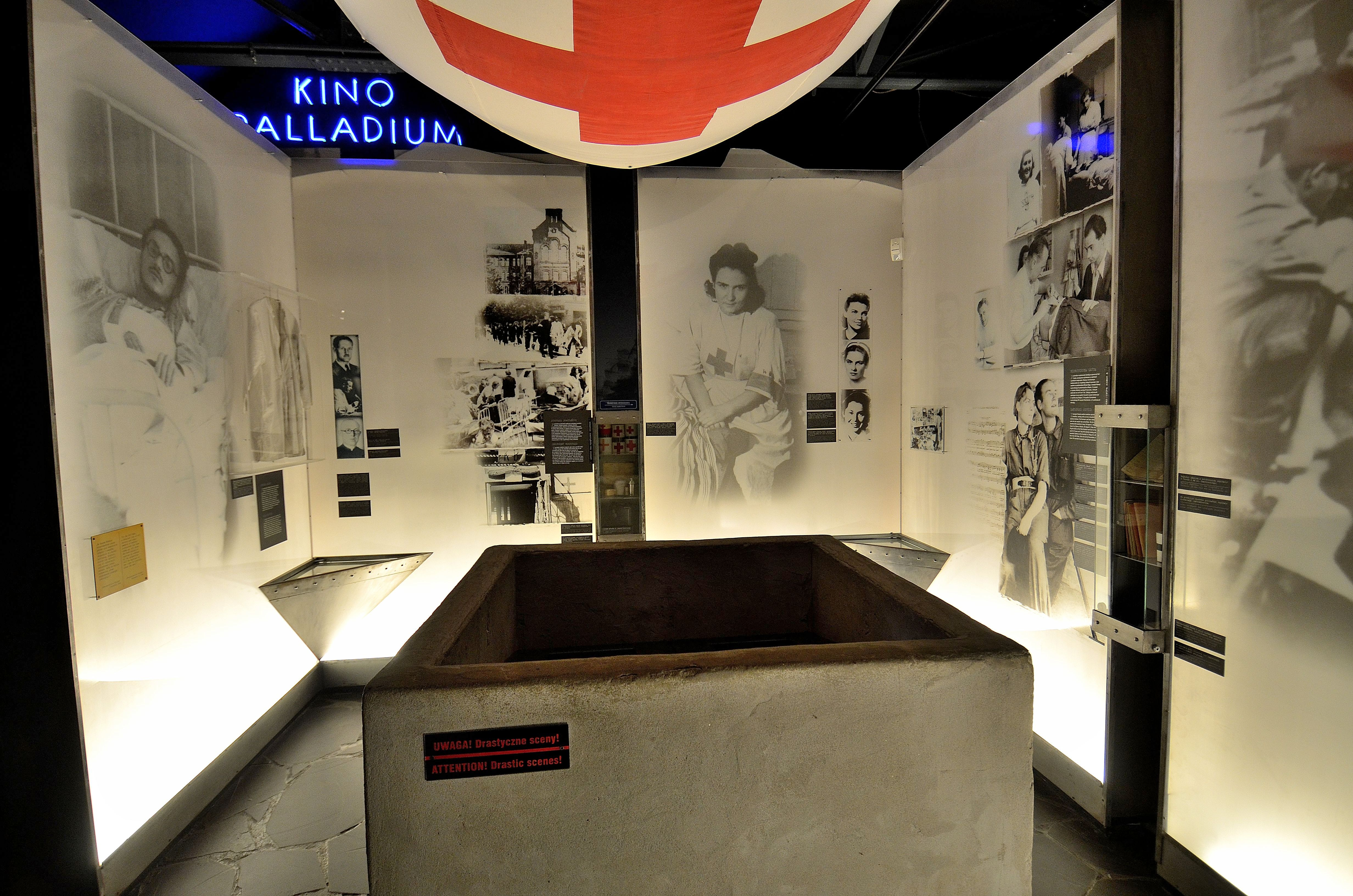
Hospital insurgent
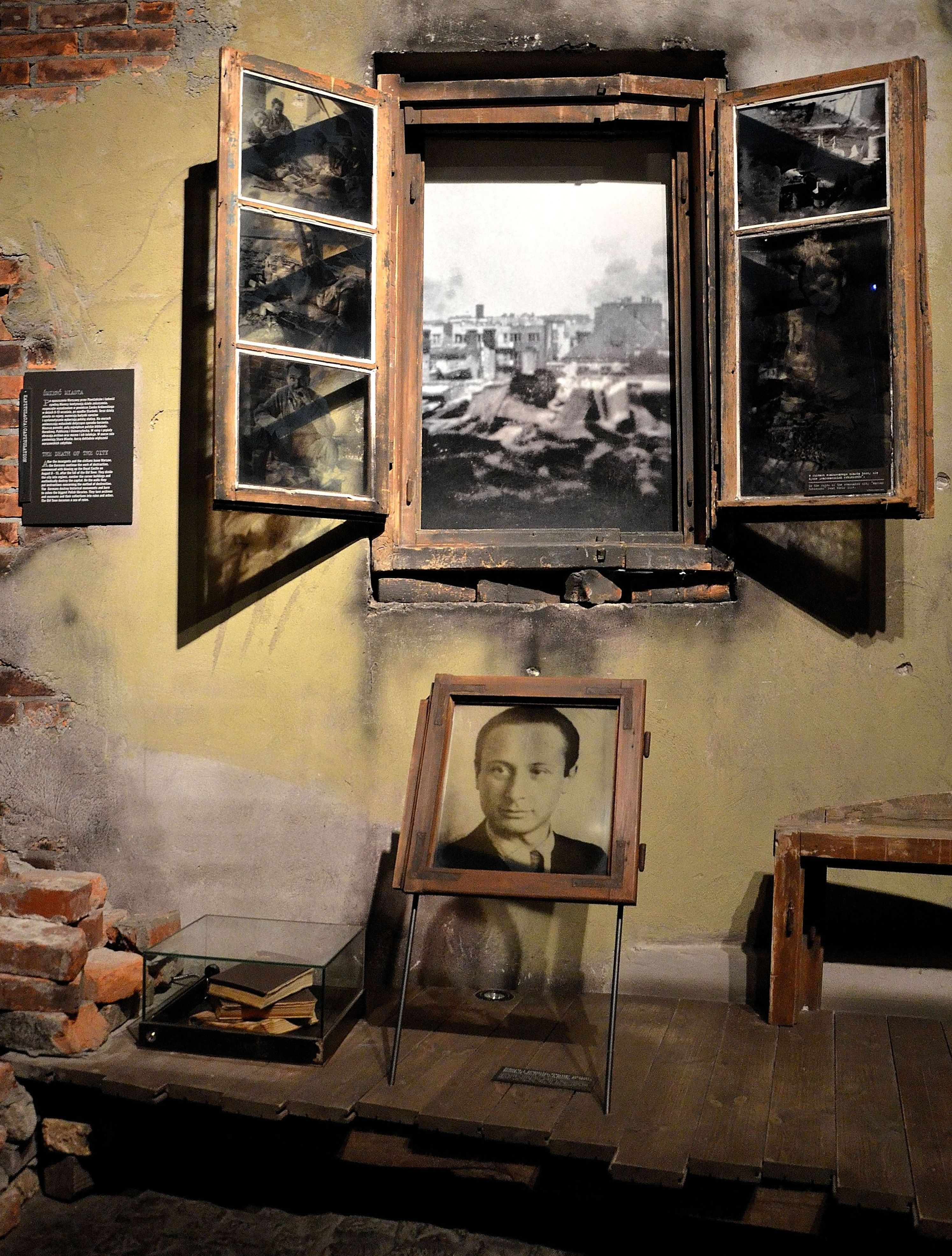
exhibició Władysław Szpilman
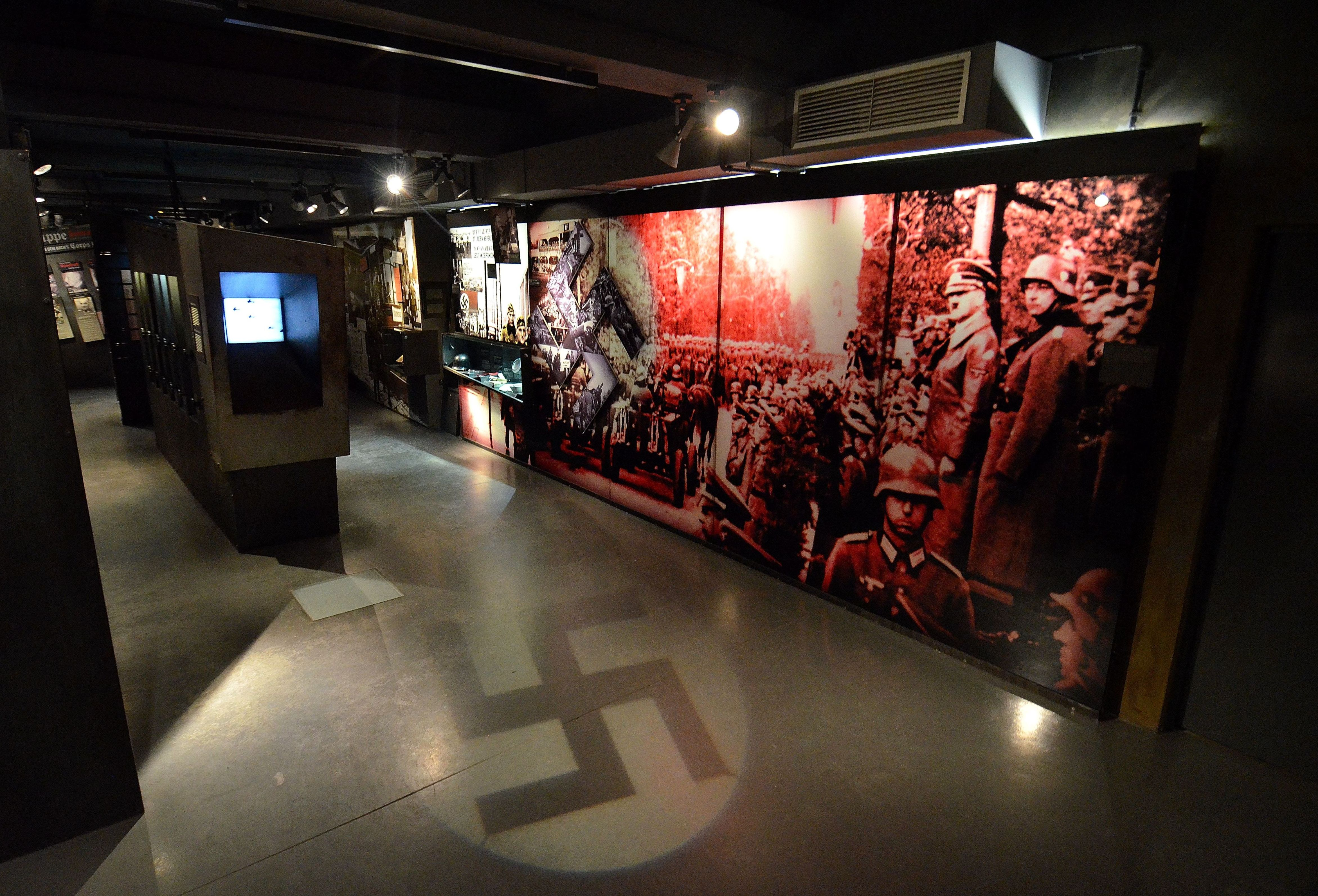
Alemanys a la Varsòvia ocupada
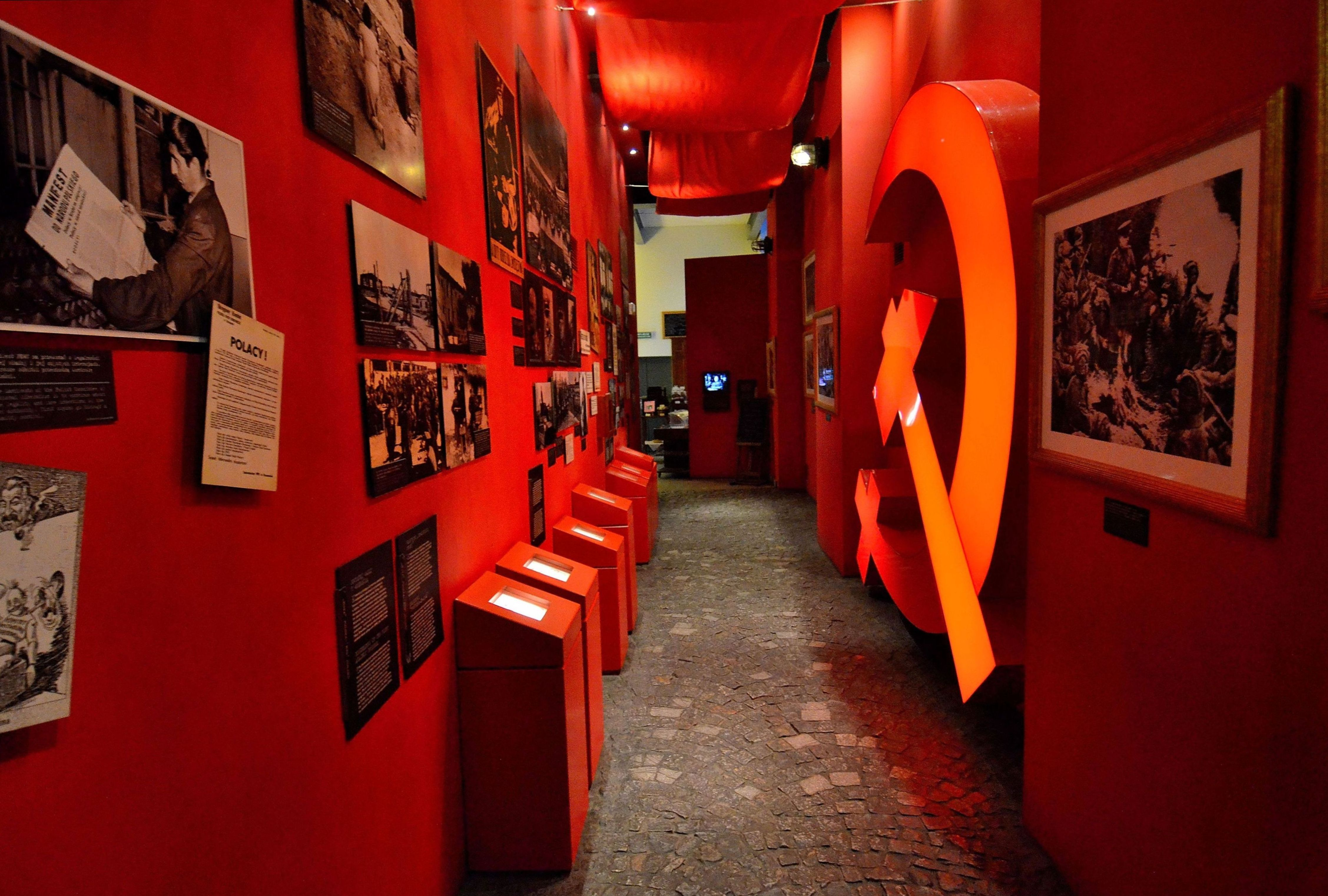
secció soviètica
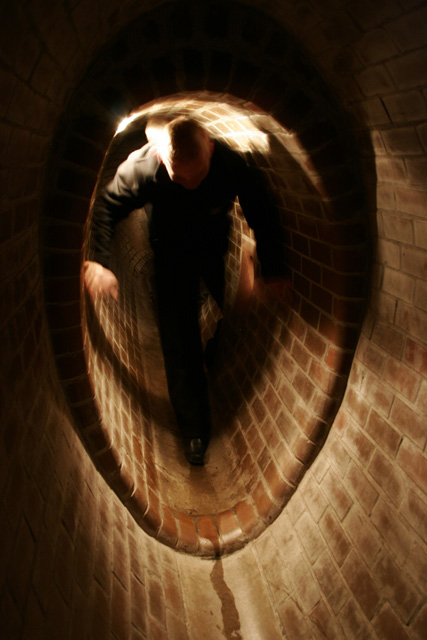
Replica del clavegueram de Varsòvia
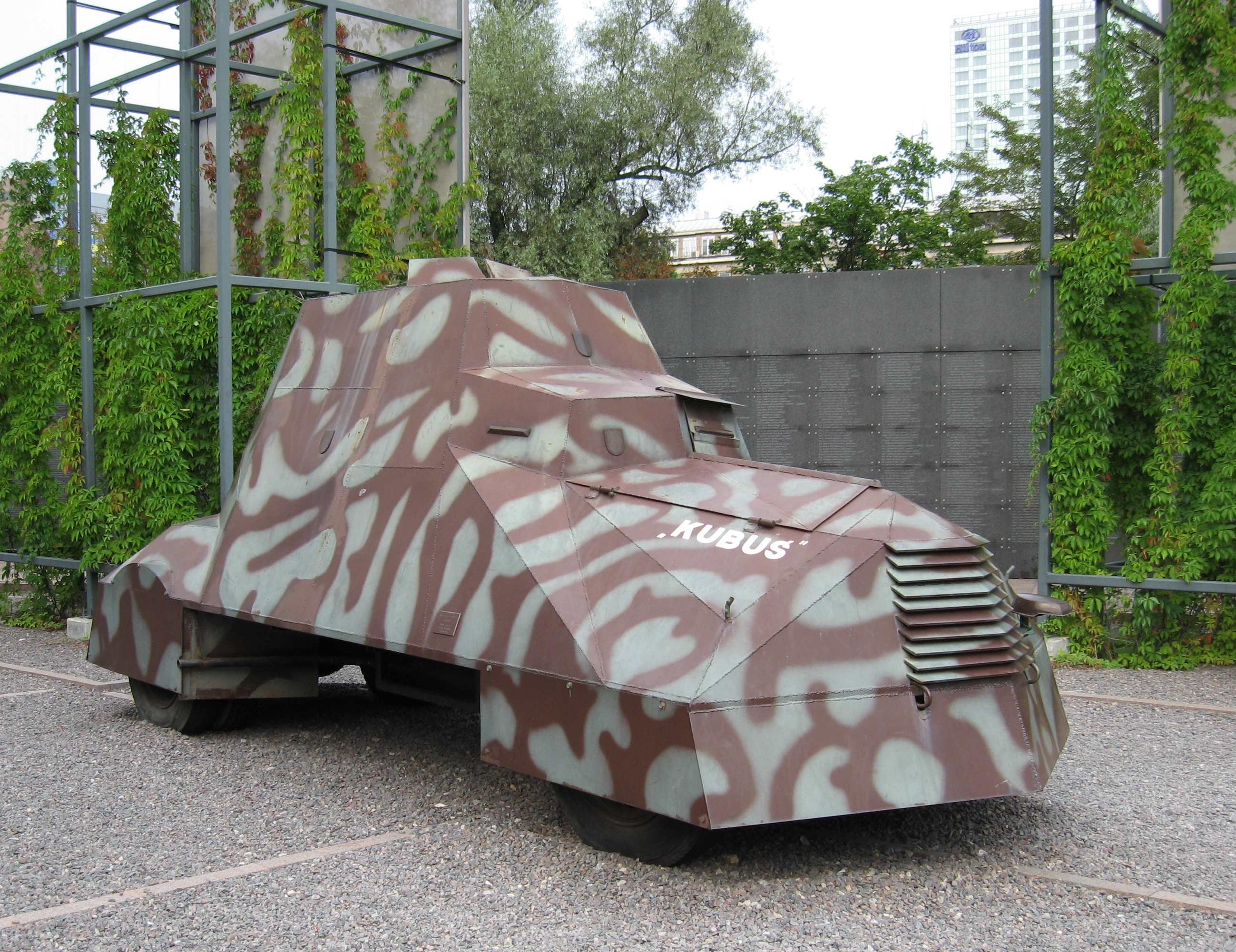
Cotxe blindat Kubuś
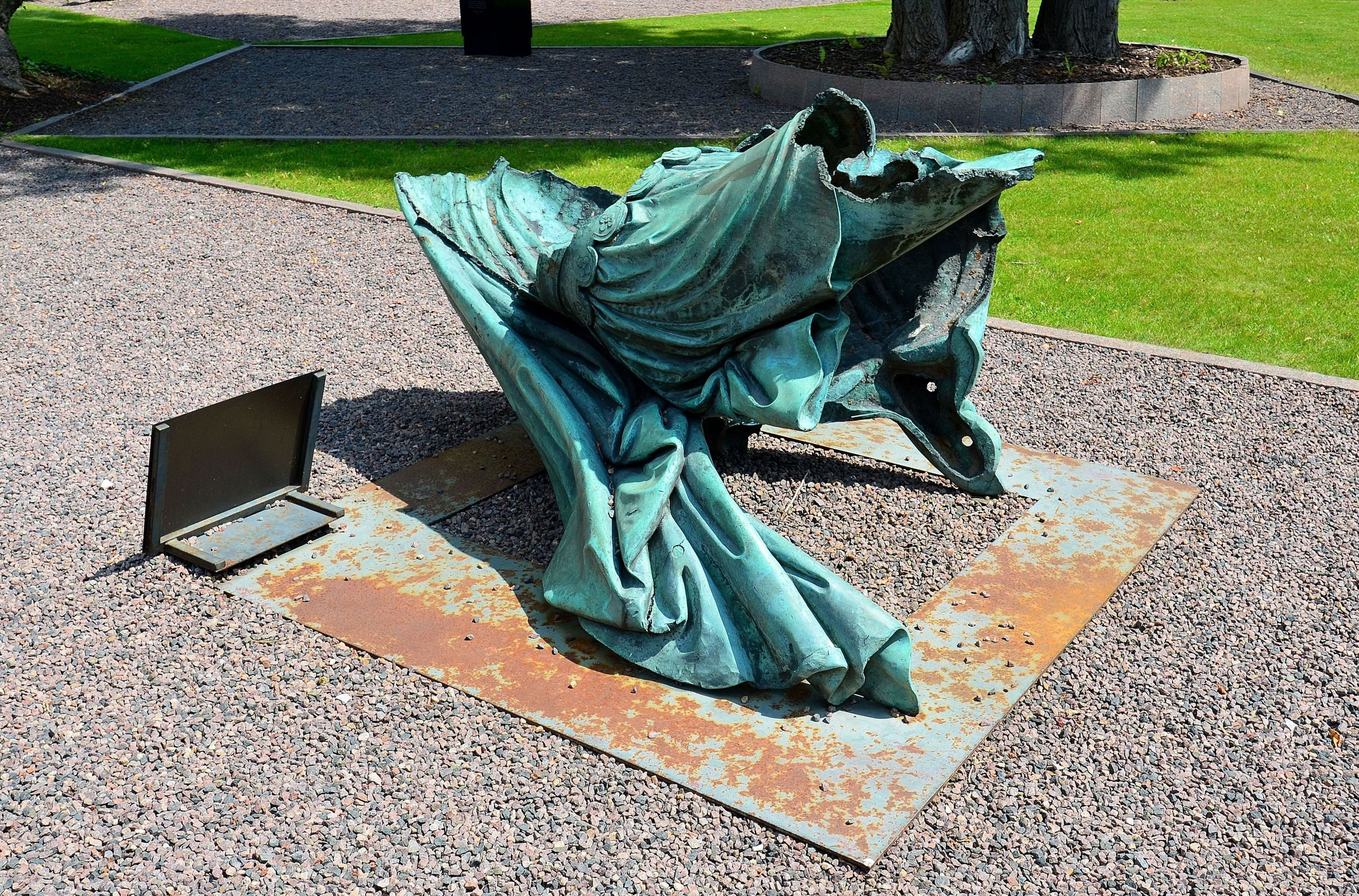
Restes d'una estàtua de Józef Poniatowski